# Vitaly Bergelson

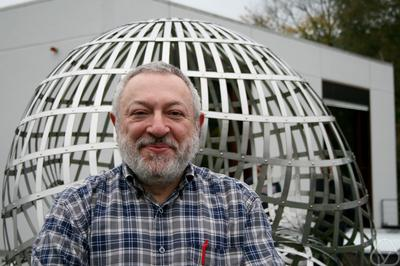
Vitaly Bergelson em 2012

Vitaly Bergelson (Kiev, 1950 ) é um matemático israelense.

## Formação
Bergelson obteve um doutorado em 1984 na Universidade Hebraica de Jerusalém, orientado por Hillel Fürstenberg, com a tese Applications of ergodic theory to combinatorics. Lecionou na Technion e é professor da Universidade Estadual de Ohio.
Em 2012 foi eleito fellow da American Mathematical Society. Foi palestrante convidado do Congresso Internacional de Matemáticos em Madrid (2006: Ergodic Ramsey Theory: A Dynamical Approach to Static Theorems).

## Obras
- com A. Leibman: Polynomial extensions of van der Waerden's and Szemerédi's theorems, Journal of the American Mathematical Society, Volume 9, 1996, p. 725–753
- com B. Host, B. Kra: Multiple recurrence and nilsequences, Inventiones Math., Volume 160, 2005, p. 261–303.
- com B. Host, R. McCutcheon, F. Parreau: Aspects of uniformity in recurrence, Colloq. Math., Volume 85, 2000, p. 549–576.
- com A. Leibman: Failure of Roth theorem for solvable groups of exponential growth, Ergodic Theory and Dynam. Systems, Volume 24, 2004, p. 45–53.
- com P. March, J. Rosenblatt: Convergence in ergodic theory and probability, De Gruyter 1996
- com Randall McCutcheon: An ergodic IP polynomial Szemerédi theorem, Memoirs AMS 2000